# 본 석스 앤 하모니

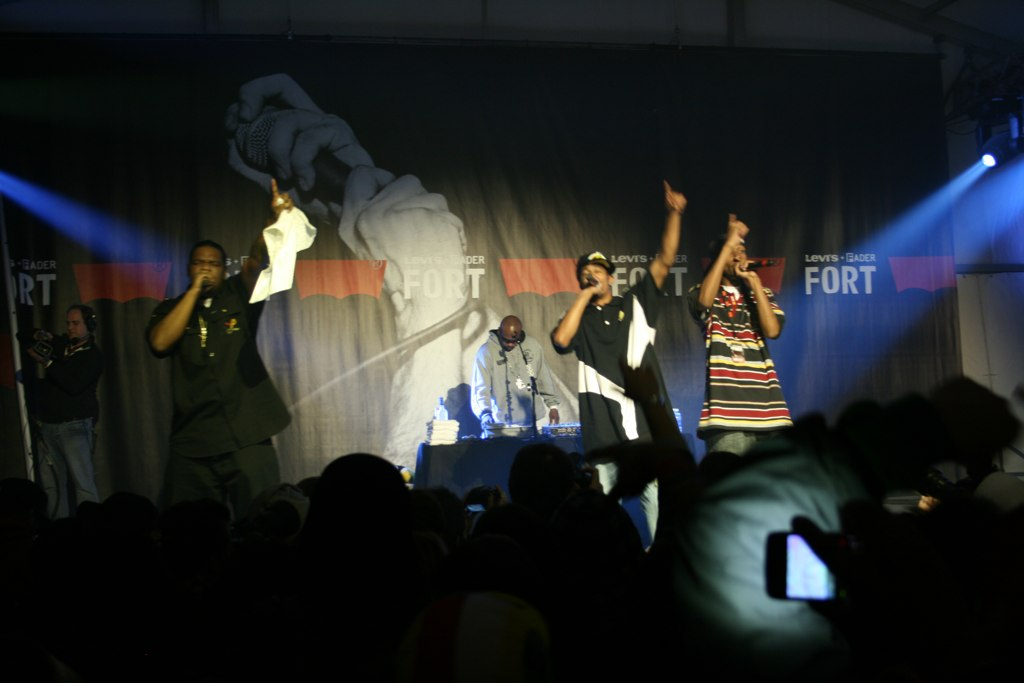

본 석스 앤 하모니(Bone Thugs-N-Harmony)는 미국의 힙합 그룹이다. 구성 멤버는 Krayzie Bone, Wish Bone, Layzie Bone이다.

## 결성
그들은 N.W.A의 멤버 중 한 명인 Eazy-E에 의해 결성되었다. 처음에 멤버는 크레이지 본 (Krayzie Bone), Wish Bone, Layzie Bone, 비지 본 (Bizzy Bone), Flesh-N-Bone으로 구성되었으나, 비지 본(Bizzy Bone)과의 불화로 인해 지금은 3인조 형식으로 팀을 운영하고 있다.

## 랩핑
그들은 미국 내에서 흔하지 않았던 스타카토 랩 (즉, 멜로디컬한 랩핑)으로 많은 관심을 받아왔는데 특히 비지 본 (Bizzy Bone)과 Flesh-N-Bone, 크레이지 본 (Krayzie Bone)이 사람들에게 호평을 받았다.
한국의 멜로디 랩 그룹으로는 NOL이 대표적이다.
대표곡
resurrection, Thug Luv, The Crossroads, I tried

## 멤버

### Wish Bone
- 본명 : 찰스 스크러그스

### Layzie Bone
- 본명 : 스티븐 하우즈
- 솔로 데뷔 : 2006년 1집 앨범 《It's Not A Game》

### 크레이지 본 (Krayzie Bone)
- 본명 : 앤서니 헨더슨
- 솔로 데뷔 : 1999년 1집 앨범 《Thug Mentality 1999》

## 탈퇴한 멤버

### Flesh-N-Bone
- 본명 : 스탠리 버넬 하우즈
- 솔로 데뷔 : 1996년 1집 앨범 《T.H.U.G.S.》

### 비지 본 (Bizzy Bone)
- 본명 : 브라이언 앤서니 매케인
- 솔로 데뷔 : 1998년 1집 앨범 《Heaven'z Movie》

## 앨범
- Strength & Loyalty - Collection Vol.2 -
- Art Of War #1
- Thug World Order
- The Collection Vol. 2
- BTNHResurrection
- The Collection Vol. 1
- E. 1999 Eternal
- If I Could Teach The World (Single)
- The Art Of War
- Creepin On Ah Come Up